# Herrarnas tvåa med styrman i rodd vid olympiska sommarspelen 1984
Herrarnas tvåa med styrman i rodd vid olympiska sommarspelen 1984 avgjordes mellan den 31 juli och 5 augusti 1984.

## Medaljörer
| Gren             | Guld                                                                     | Silver                                                               | Brons                                                  |
| Tvåa med styrman | Italien Carmine Abbagnale Giuseppe Abbagnale Giuseppe Di Capua (styrman) | Rumänien Dimitrie Popescu Vasile Tomoiagă Dumitru Răducanu (styrman) | USA Kevin Still Robert Espeseth Doug Herland (styrman) |

## Resultat

### Final
| Placering | Roddare                                                     | Land         | Tid     |
| --------- | ----------------------------------------------------------- | ------------ | ------- |
| 1         | Carmine Abbagnale, Giuseppe Abbagnale och Giuseppe Di Capua | Italien      | 7:05,99 |
| 2         | Dimitrie Popescu, Vasile Tomoiagă och Dumitru Răducanu      | Rumänien     | 7:11,21 |
| 3         | Kevin Still, Robert Espeseth och Doug Herland               | USA          | 7:12.81 |
| 4         | Walter Soares, Ángelo Roso Neto och Nilton Alonço           | Brasilien    | 7:17,07 |
| 5         | Harold Backer, Tony Zasada och Tan Barkley                  | Kanada       | 7:18,98 |
| 6         | Hermann Gress, Dieter Göpfert och Rudolf Ziegler            | Västtyskland | 7:25,16 |